# 송한복
송한복(1984년 4월 12일 ~ )은 대한민국의 축구 선수로서 포지션은 수비수이다.